# Stevie Nicks
Stephanie Lynn "Stevie" Nicks (Phoenix, Arizona; 26 de mayo de 1948) es una cantante y compositora estadounidense, conocida tanto por su trabajo con Fleetwood Mac como por su extensa carrera solista. Es una de las pocas artistas de rock que ha mantenido una larga carrera en solitario formando parte al mismo tiempo de una banda exitosa. Como miembro de Fleetwood Mac ingresó en The Rock and Roll Hall of Fame en 1998 y volvió a hacerlo como solista en 2019, convirtiéndose en la primera mujer en la historia en ingresar dos veces.
Reconocida por su voz nasal, sus particulares atuendos y el simbolismo de sus canciones, Nicks es una de las cantantes más exitosas de su generación, con más de 150 millones de discos vendidos. Ha publicado nueve álbumes de estudio en solitario y siete álbumes de estudio con Fleetwood Mac. Tres de ellos, Fleetwood Mac, Rumours y Bella Donna han sido incluidos en la lista "Los 200 álbumes más grandes de todos los tiempos" de la revista Billboard.Asimismo, sus canciones "Landslide", "Rhiannon", "Dreams" y "Edge of Seventeen" fueron incluidas en la lista de las 500 mejores canciones de todos los tiempos, según la revista Rolling Stone. Nicks ha sido nombrada una de los 100 mejores compositores de todos los tiempos, comparada con otros artistas de relevancia como Bob Dylan, Tom Petty, Carole King, Neil Young o Bruce Springsteen. La revista Rolling Stone la ubicó en el puesto n.º 2 de los mejores cantantes de rock y entre los 100 mejores cantantes de todos los tiempos. La misma revista la llamó "Reina eterna del Rock" por su vigencia y trabajo constantes.

## Biografía
Nicks nació en Arizona en 1948. De niña su madre le inculcó el gusto por los cuentos de hadas y la fantasía. Mientras asistía a Arcadia High School en California, se unió a su primera banda, Changing Times, un grupo de folk rock centrado en las armonías vocales. Unos años más tarde, Nicks conoció al guitarrista Lindsey Buckingham, mientras asistía a la escuela Menlo Atherton.

### 1968–1982: Comienzos y Fleetwood Mac
Años después se volvieron a encontrar y junto con Javier Pacheco y Calvin Roper formaron una banda llamada Fritz, que se hizo popular por sus presentaciones en vivo entre 1968 y 1972. Fueron teloneros, entre otros, de Jimi Hendrix y Janis Joplin.
La banda se separó pero Nicks y Buckingham continuaron escribiendo y grabando como dúo lanzando el álbum Buckingham Nicks en 1973. Para ese tiempo ya se habían convertido en pareja sentimental.

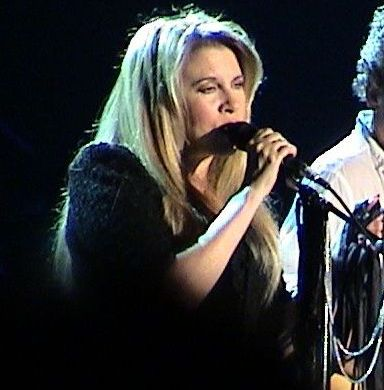
Stevie Nicks.

A pesar de su provocativa cubierta que mostraba una fotografía de la pareja desnuda, el álbum no fue exitoso. De todos modos llamó la atención del baterista Mick Fleetwood que estaba buscando un nuevo guitarrista para su banda Fleetwood Mac. Fleetwood estaba interesado sólo en Lindsey Buckingham para reemplazar a su exguitarrista Bob Welch, pero Buckingham dijo que sólo se uniría a la banda si también invitaban a Nicks, lo cual fue aceptado.
El nuevo conjunto lanzó el álbum Fleetwood Mac en 1975 para el que Nicks aportó varias canciones incluyendo "Rhiannon" y "Landslide", originalmente escritas para el segundo álbum de Buckingham Nicks. La unión entre el dúo y la veterana banda demostró ser exitosa, y un revitalizado Fleetwood Mac logró su primer número 1 en la lista Billboard 200 y vendió más de 45 millones de discos en todo el mundo.
Con su voz, sus composiciones y su estampa, Nicks fue una pieza clave en el más que exitoso ciclo de la banda representado por los álbumes Fleetwood Mac (1975), Rumours (1977) y Tusk (1979).

### 1981–1996: Carrera en solitario y continuo éxito
En 1981 y tras una separación momentánea de la banda, Nicks inició su carrera en solitario con el álbum Bella Donna, una buena amalgama de country pop con las sonoridades dominantes en el ámbito de la música comercial, jalonada por un puñado de buenas canciones, algunas compuestas en colaboración con otros destacados músicos. El álbum vendió más de ocho millones de copias en Estados Unidos, obteniendo cuatro discos de platino, y se situó el número uno del Billboard 200 chart.
A este primer álbum, le siguió The Wild Heart en 1983 y Rock a Little, dos años después, dos de sus álbumes más exitosos. Nicks estuvo de gira con su tour "Rock a Little" hasta octubre de 1986, y actuó con Bob Dylan y Tom Petty and the Heartbreakers durante su gira por Australia. La gira marcó un punto de inflexión en la vida de Nicks. En enero antes de que comenzara la gira, un cirujano plástico le advirtió de graves problemas de salud si no dejaba de consumir cocaína. A su regreso de Australia, Nicks se internó en el Betty Ford Center durante 30 días para superar su adicción a las drogas. Más tarde ese año, siguiendo el consejo de amigos preocupados por la posibilidad de una recaída, visitó a un psiquiatra que le recetó el sedante Klonopin para ayudarla a mantenerse libre de cocaína. Según ha revelado años más tarde, el consumo de dicho sedante la inhabilitó socialmente durante ocho años.
En 1987, Fleetwood Mac lanzó Tango in the Night, uno de sus álbumes más exitosos y en 1989 Nicks volvió con The Other Side of the Mirror, que trepó al puesto diez en la lista estadounidense Billboard 200 y al puesto tres en la lista británica de discos más vendidos. En el décimo aniversario de su debut como solista, Nicks lanzó Timespace: The Best of Stevie Nicks, al que le seguiría en 1994 Street Angel. En 1996, Nicks se reunió con Lindsey Buckingham y contribuyó con el dúo "Twisted" a la banda sonora de la película "Twister", mientras que en 1996 participó en "Somebody Stand by Me", escrita por Sheryl Crow, apareció en la banda sonora de Boys on the Side, y también hizo un cover de "Free Fallin" de Tom Petty para la serie televisiva Party of Five. 

### 1997–2005: reunión con Fleetwood Mac yTrouble in Shangri-La
En 1997 se unió a Fleetwood Mac para "The Dance", una exitosa gira que le valió a la banda un nuevo número uno en los charts y varias nominaciones a los premios Grammy, en concreto, una nominación al premio Grammy a la mejor interpretación pop vocal por un dúo o grupo por su interpretación en vivo de "Silver Springs". En 1998, Nicks se unió al grupo para su ingreso al Salón de la Fama del Rock and Roll. Ese mismo año, Fleetwood Mac recibió el premio Contribución Destacada en los BRIT Awards.
Mientras, Nicks dejó en suspenso el trabajo de su nuevo álbum en solitario, debido a la propuesta de Warner Music para lanzar una caja recopilatoria de sus mejores temas que abarcara toda su carrera. De eso modo finalizó su contrato con Atlantic Records en los EE. UU. El trabajo, Enchanted fue publicado pasada la gira de conciertos con Fleetwood Mac, en abril de 1998.
Luego de una pausa, volvió en 2001 con el álbum Trouble in Shangri-La. Nicks había comenzado a escribir activamente en el álbum en 1994 y 1995 cuando salió de su dependencia al fármaco Klonopin. Según ella, su amigo y excompañero musical Tom Petty fue el responsable de convencerla para volver a escribir música.

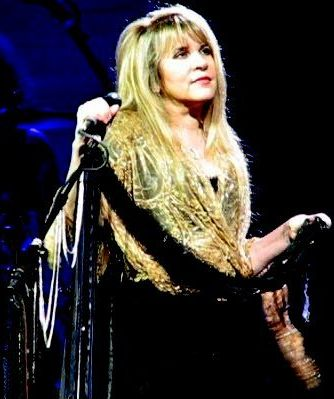
Nicks, en junio de 2008.

El álbum fue publicado con éxito comercial y críticas positivas, al que le acompañó una gira de conciertos aunque tuvo que cancelar muchos de ellos por los atentados del 2001 en Estados Unidos. El sencillo, "Planets of the Universe" fue nominada a un premio Grammy a la mejor interpretación vocal femenina de rock y Nicks fue nombrada "Artista del mes" de VH1 en mayo de 2001.
En 2001, Nicks junto a la banda, comenzaron a grabar un nuevo álbum. El álbum, Say you will, fue lanzado en 2003 con buenas críticas y recepción del público. Desde 2004 a 2005, estuvo inversa en la gira promocional del álbum. Ese mismo año, se publicó un documental sobre la realización del álbum, Destiny Rules, que fue lanzado en DVD y narra las relaciones a veces turbulentas entre los miembros de la banda, especialmente entre Buckingham y Nicks, durante ese tiempo en el estudio.

### 2006–2014:The Soundstage SessionsyIn Your Dreams
El 27 de marzo de 2007, Reprise Records lanzó Crystal Visions - The Very Best of Stevie Nicks. El álbum debutó en el número 21 en la lista de álbumes Billboard 200. El 31 de marzo de 2009, Nicks lanzó el álbum, The Soundstage Sessions, a través de Reprise Records. El álbum debutó en el puesto 47 en la lista de álbumes Billboard 200. El primer sencillo del álbum, "Crash into Me", fue lanzado como descarga digital, junto con "Landslide" (versión orquestal) como cara B, el 17 de marzo de 2009.
Después de completar la gira "Unleashed" con Fleetwood Mac, Nicks comenzó a trabajar en su primer álbum en solitario en una década con David A. Stewart, un músico y productor discográfico conocido por formar parte del dúo Eurythmics. In Your Dreams, fue lanzado en 2011. El séptimo álbum de la cantante fue precedido del sencillo principal lanzando el 8 de febrero de 2011, "Secret Love".

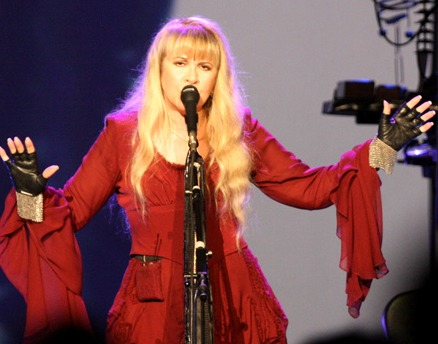
Nicks, en 2011.

El álbum recibió críticas positivas, Rolling Stone comentó: "No es sólo su primer álbum en 10 años, es su mejor colección de canciones desde los años ochenta". El álbum debutó en el número seis del Billboard 200, lo que le dio a Nicks su quinto álbum entre los 10 primeros en esa lista, con 52.000 copias vendidas en la primera semana.
El 29 de marzo de 2012, Nicks hizo una aparición especial como ella misma en la comedia de NBC Up All Night. El programa incluyó un extracto de la canción de 1981 "Sleeping Angel", así como nuevos duetos con Maya Rudolph y Christina Applegate de "Whenever I Call You Friend" y "Edge of Seventeen".
El 3 de diciembre de 2013, Nicks lanzó el documental In Your Dreams en DVD. El DVD debutó en el número siete en la lista de ventas de mejores vídeos musicales de Billboard y en el número 29 en la lista de los 40 mejores vídeos musicales del Reino Unido. En 2014, publicó su octavo álbum de estudio, 24 Karat Gold: Songs from the Vault, que alcanzó el número siete en el Billboard 200, dándole a Nicks su sexto álbum en el Top Ten del chart.

### 2015–presente: Colaboraciones y recopilatorios

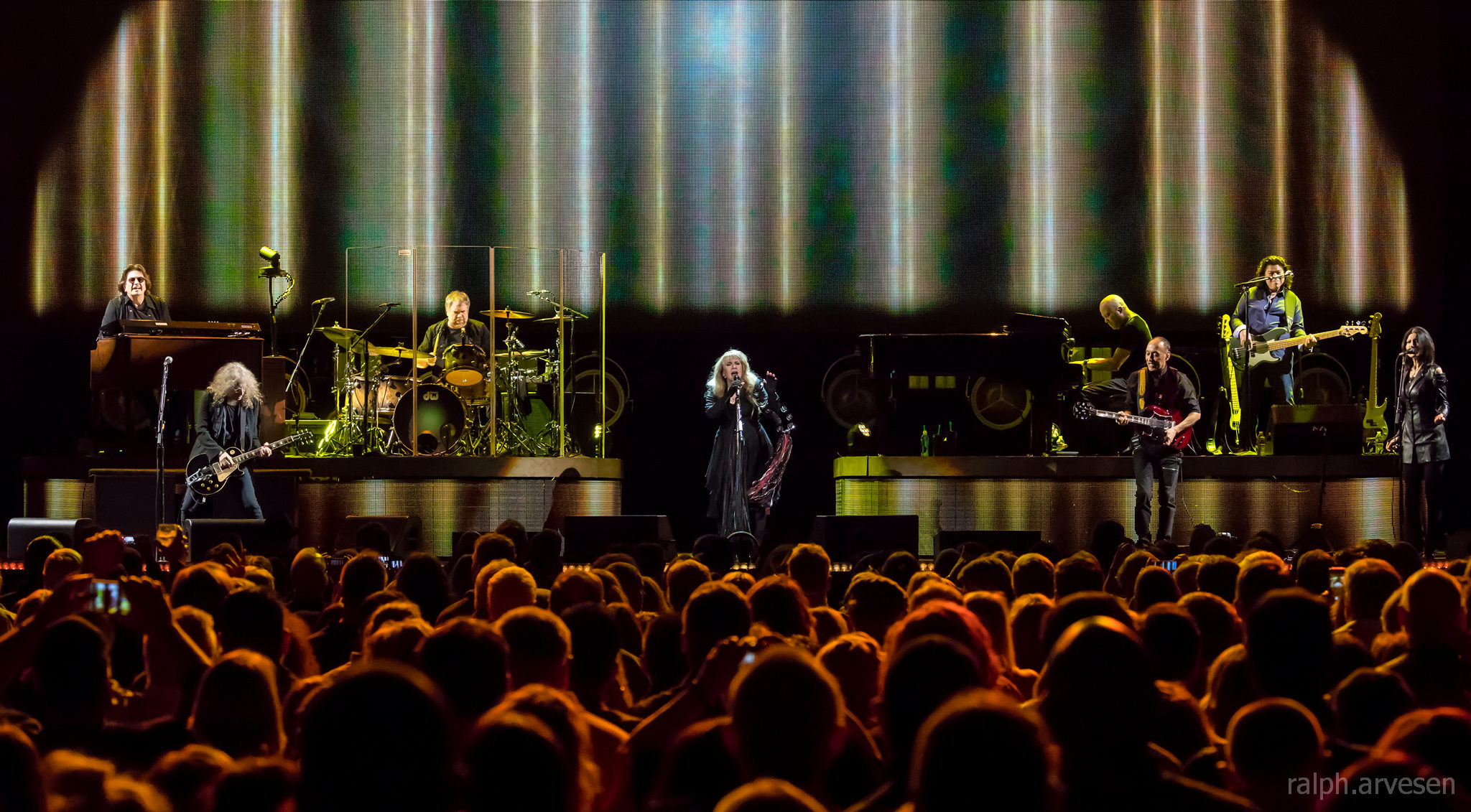
Nicks y su banda actuando en el Frank Erwin Center,en la gira del 2017, 24 Karat Gold Tour.

En mayo del 2015, Nicks reeditó Crystal Visions - The Very Best of Stevie Nicks en vinilo doble transparente "cristalino". El vinilo venía con una bolsa de tela y una litografía de edición limitada. A lo largo de 2016 y 2017, Nicks realizó una gira con The Pretenders en el 24 Karat Gold Tour.
El 26 de abril de 2017, la revista Pitchfork reveló que Nicks aparecería en una canción del quinto álbum de estudio de la cantante estadounidense Lana Del Rey, Lust for Life, que se lanzó el 21 de julio de 2017. La colaboración lleva como título: "Beautiful People Beautiful Problems".
En 2019, Fleetwood Mac inició una nueva gira mundial, esta vez sin Lindsey Buckingham, y Nicks participó en el álbum Threads, de su amiga Sheryl Crow. En abril de 2019, Nicks entró a formar parte del Salón de la Fama del Rock and Roll; siendo así, la primera mujer en ser incluida dos veces, una como miembro de Fleetwood Mac y otra como solista.
En el año 2020 realizó varios proyectos como un nuevo sencillo después de seis años llamado "Show Them The Way", a propósito de las elecciones presidenciales en Estados Unidos, con la colaboración de Dave Grohl, el lanzamiento de un live álbum de la exitosa gira de "24 Karat Gold" y un dueto con Miley Cyrus en la canción Midnight Sky. A finales de año, su canción "Dreams" volvió a escalar al puesto número 1 de las listas, gracias a un video viral de TikTok en el que el usuario Nathan Apodaca se mostraba patinando y tomando jugo con un extracto de la canción.
En diciembre de 2020, la editorial de música Primary Wave anunció que Nicks les había vendido una participación del 80% de su catálogo de canciones, valorado en 100 millones de dólares.
En 2021, participó en un dúo en el álbum de Elton John The Lockdown Sessions, y al año siguiente hizo lo mismo con la banda Gorillaz. En 2023, lanzó Complete studio albums & rarities, una box con todos sus álbumes solistas publicados hasta el momento, e inició una nueva gira por Estados Unidos junto a Billy Joel. En 2024 extendió la gira a Europa con conciertos en varios países y uno especial en el Hyde Park de Londres donde volvió a cantar con Harry Styles.En octubre de ese año lanzó un nuevo sencillo, "The Lighthouse", y volvió a Saturday Night Live para presentarlo, después de cuarenta años sin participar en el programa.  

## Vida personal
En 1983, su mejor amiga Robin falleció tres días después de dar a luz a su hijo Matthew. Tras un afligido duelo, Stevie Nicks convenció al viudo Kim Anderson para contraer nupcias, con el fin de obtener la patria potestad del niño. Su matrimonio duró unas semanas hasta que decidieron divorciarse. Años después, Nicks se reunió con su hijastro y pagó su carrera universitaria en Atlanta.
Stevie Nicks tomó la decisión de no tener hijos propios para darle prioridad a su carrera, declarando: "tal vez mi misión no era ser mamá o esposa, quizás mi misión particular era escribir canciones para hacer sentir mejor a las mamás y a las esposas".

## Influencia y legado
Innumerables artistas han citado a Nicks como fuente de influencia e inspiración musical. Algunos de ellos son Beyoncé, Echosmith, Courtney Love, las Dixie Chicks, Sheryl Crow, Adele, Florence Welch, Miley Cyrus, Harry Styles, Taylor Swift, Vanessa Carlton, Adam Levine, Haim, Lana del Rey y Lorde.
The Dixie Chicks hizo una versión de su clásico de 1975 "Landslide", que se convirtió en número uno en varios países. Según BMI, "Landslide" es una de las canciones más emitidas en las radios de Estados Unidos desde su lanzamiento. Nicks interpretó la canción junto al grupo en la edición del show Divas de 2002. También la banda de rock alternativo The Smashing Pumpkins hizo una versión acústica de la canción que se presentó en su álbum de 1994 Pisces Iscariot.
The Corrs y Years & Years han versionado su canción "Dreams" y Courtney Love hizo lo mismo con "Gold Dust Woman". "Edge of Seventeen" fue utilizada como fondo musical por Destiny's Child para su canción "Bootylicious", de 2001, y para la canción Midnight Sky de Miley Cyrus, de 2020. La actriz y cantante estadounidense Lindsay Lohan también interpretó "Edge of Seventeen" en su segundo álbum de estudio A Little More Personal, de 2005. Deep Dish cumplió sus "sueños" de trabajar con Nicks en 2005 cuando Nicks ofreció volver a grabar las voces en una remezcla de su canción número uno "Dreams". La versión de Deep Dish llegó al número dos en la lista Billboard Hot Dance Airplay, además de proporcionarle a Nicks su tercer éxito entre los mejores 40 del Reino Unido.
El 31 de enero de 2010, Nicks tocó con Taylor Swift en los 52.os Premios Grammy. Swift, que describe a Nicks como uno de los héroes de su infancia, la presentó al público diciendo: "Es un cuento de hadas y un honor compartir el escenario con Stevie Nicks". En su inclusión en el Rock and Roll Hall of Fame, el británico Harry Styles fue el encargado de introducirla y entregarle el premio.
Nicks ha realizado giras con otros artistas de gran renombre, como Bob Dylan, Tom Petty, Chris Isaak, Chrissie Hynde, Rod Stewart, Sheryl Crow, entre otros, y ha cantado en duetos con diversos músicos como Don Henley, Bob Welch, Taylor Swift, Harry Styles, las Dixie Chicks, Lana del Rey, Adam Levine y Dave Grohl.
En otros medios
En la película Escuela de rock el protagonista usa canciones de Stevie Nicks para convencer a la directora de la escuela de hacer una actividad fuera de lo común. Su canción "I can't wait" ha aparecido en el videojuego de Rockstar Games, Grand Theft Auto V en la radioemisora Los Santos Rock Radio; Igualmente Edge of Seventeen apareció en Grand Theft Auto: IV en la emisora Liberty Rock radio, aunque en 2018 fue removida, debido a que Rockstar Games perdió la licencia de la misma.
En el 2011, Nicks llegó al set de Glee 2.ª temporada, la serie musical de la cadena Fox para ver la interpretación de su canción (Landslide) por Naya Rivera, Heather Morris y Gwyneth Paltrow. Ella dijo que era una "hermosa mezcla".

## Arte

### Imagen
Debido a su estética neogótica, al simbolismo y misticismo de sus letras y a su éxito, se ha rumoreado mucho sobre su vinculación con la brujería y la Wicca. Ella misma ha contribuido con esa imagen, dando recitales en Halloween y vistiendo como bruja en eventos públicos. A propósito de esto, grabó en 1998 la banda sonora para la película Practical Magic, en la que Nicole Kidman y Sandra Bullock interpretan a dos jóvenes brujas.
Nicks también apareció en la serie de televisión American Horror Story: Coven, interpretando a una bruja blanca del aquelarre. En dicha serie, Nicks cantó algunas de sus canciones, fuertemente vinculadas a la historia de las brujas protagonistas. Nicks apareció en la siguiente temporada de la serie American Horror Story: Apocalypse, volviendo a interpretar su papel de bruja blanca.
No obstante, en numerosas entrevistas ha declarado no ser devota de ninguna religión concreta, aunque admite su gusto por lo mítico y lo gótico. 

### Estilo
El estilo de Nicks es uno de los más reconocidos entre las estrellas de rock and roll puesto que se ha ido manteniendo a lo largo de las décadas. Según, Ruth de la revista New York Times, a día de hoy, todavía sigue llevando en sus conciertos las mismas túnicas y chales de gasa tan representativas de sus primeros trabajos.
Según la propia Nicks, el color negro es uno de sus colores favoritos y uno de sus colores más representativos; no obstante, durante una temporada afirma que tuvo que dejar de usar ropa de eso color por los continuos ataques y falsas acusaciones. En 2013 para Los Angeles Times, comentó: "Gasté miles de dólares en hermosa ropa negra y tuve que dejar de usarla durante tiempo porque mucha gente se asustó. Eso es realmente injusto para mí. Yo pienso en la gente, pero la gente saca sus propias conclusiones acerca de lo que soy o en lo que creo".
En la canción "Gypsy" de 1982, menciona en una estrofa la tienda donde comenzó su estilo icónico. En la misma, Nicks canta sobre una tienda llamada Velvet Underground, una boutique en San Francisco, California, donde se sabía que otros famosos roqueros compraban como Janis Joplin y Grace Slick.

## Filantropía
Banda de los soldados de Stevie Nicks
A finales de 2004, Nicks comenzó a visitar centros médicos del Ejército y la Marina en Washington D. C.. Durante su visita a los heridos en servicio en Irak y Afganistán Nicks empezó a obsequiar a cada soldado herido un recuerdo con el objetivo de levantarles el ánimo y motivarlos. Para eso compró cientos de iPod Nano y ella misma los cargó con música motivacional. En 2006, creó la fundación caritativa "Stevie Nicks' Band of Soldiers". Ahora ofrece regularmente estas muestras de aprecio, llevando a sus amigos más cercanos para compartir la experiencia.

"Yo lo llamo el iPod de los soldados. Tiene todas las cosas locas que yo escucho, las colecciones que he estado haciendo desde los años 70 para ir en el camino o cuando estoy enferma... Las veces que he estado realmente deprimida en mi vida, la música es lo que siempre me saca de la cama. "
Stevie Nicks, The Arizona Republic

En 2006, Nicks celebró una reunión para recaudar fondos para sus obras de caridad. Muchos de sus compañeros hicieron contribuciones. Nicks continúa desarrollando esta labor filantrópica.

"Así que, cuando Mick [Fleetwood] y yo fuimos de habitación en habitación entregando estos pequeños iPods, nos contaron sus historias. Mick se convirtió en su alta y amorosa figura paterna, absorbiendo cada palabra que decían, manteniendo la calma (al menos en el exterior) e inspirándolos. Flotamos de una habitación a otra a través de los pasillos de los 2 hospitales durante un período de tres días. Entregamos todos nuestros iPods. Justo antes de salir para DC, Stephen Tyler y Joe Perry vaciaron sus bolsillos y nos dieron USD 10.000 para mí. Para mí, pasaron de ser las estrellas de rock más cool a ser grandes hombres generosos, y como mi agente de prensa, Liz Rosenberg, dijo: todos los soldados que regresan heridos deben recibir un iPod. Será una parte integral de su recuperación"
Stevie Nicks, anotación de diario

## Discografía
| Álbumes en solitario - Bella Donna (1981) - The Wild Heart (1983) - Rock a Little (1985) - The Other Side of the Mirror (1989) - Street Angel (1994) - Trouble in Shangri-La (2001) - In Your Dreams (2011) - 24 Karat Gold: Songs from the Vault (2014) Álbumes recopilatorios - Timespace: The Best of Stevie Nicks (1991) - Complete Studio Albums & Rarities (2023) | Con Buckingham Nicks - Buckingham Nicks (1973) Con Fleetwood Mac - Fleetwood Mac (1975) - Rumours (1977) - Tusk (1979) - Mirage (1982) - Tango in the Night (1987) - Behind the Mask (1990) - Say You Will (2003) |

## Filmografía
| Destiny Rules (con Fleetwood Mac) | 2003 | Ella misma | Documental de DVD                                                       |
| Rock Legends: Platinum Weird      | 2006 | Ella misma | Telefilme                                                               |
| Up All Night                      | 2012 | Ella misma | Episodio: "Letting Go"                                                  |
| Stevie Nicks: In Your Dreams      | 2013 | Ella misma | Documental; también directora                                           |
| American Horror Story: Coven      | 2014 | Ella misma | Episodios: "The Magical Delights of Stevie Nicks" y "The Seven Wonders" |
| The Voice                         | 2014 | Ella misma | Mentor del equipo Adam Levine (Temporada 7)                             |
| American Horror Story: Apocalypse | 2018 | Ella misma | Episodio: "Boy Wonder"                                                  |
| 24 Karat Gold: The Concert        | 2020 | Ella misma | Película de concierto                                                   |
| Fuente vía IMDb                   |      |            |                                                                         |

## Giras
En solitario
- White Winged Dove (Bella Donna) Tour: 1981
- The Wild Heart Tour: 1983
- Rock a Little Tour: 1986
- The Other Side of the Mirror Tour: 1989
- Whole Lotta Trouble (Timespace) Tour: 1991
- Street Angel Tour: 1994
- Enchanted Tour: 1998
- Holiday Millennium Tour: 1999–2000
- Trouble in Shangri-La Tour: 2001
- Two Voices Tour (junto a Don Henley): 2005
- Gold Dust Tour (junto a Vanessa Carlton o John Farnham): 2005–06
- Highway Companion Tour (junto a Tom Petty and the Heartbreakers): 2006
- Crystal Visions Tour: 2007–08
- Soundstage Sessions Tour: 2008
- Heart & Soul Tour (junto a Rod Stewart): 2011–12
- In Your Dreams Tour: 2011–12[61]
- 24 Karat Gold Tour: 2016–17[62]

## Premios y nominaciones

### Premios Grammy
Solo: 
Stevie ha sido nominada para ocho premios Grammy como artista en solitario, manteniendo el récord de mayor número de nominaciones a la Mejor Vocal Rock Femenina. 

| Año  | Categoría                                                                               | Grabación                                                         | Resultado |
| ---- | --------------------------------------------------------------------------------------- | ----------------------------------------------------------------- | --------- |
| 1982 | Mejor Actuación de Rock Vocal por un Dúo o Grupo                                        | Stop Dragging My Heart Around (con Tom Petty & The Heartbreakers) | Nominado  |
| 1982 | Mejor Actuación de Rock Vocal Femenino                                                  | Edge of Seventeen                                                 | Nominado  |
| 1984 | Mejor Actuación de Rock Vocal Femenino                                                  | Stand Back                                                        | Nominado  |
| 1985 | Mejor Álbum de Banda sonora original escrita para una película o especial de televisión | Against All Odds (con varios artistas)                            | Nominado  |
| 1987 | Mejor Actuación de Rock Vocal Femenino                                                  | Talk To Me                                                        | Nominado  |
| 1988 | Mejor video musical Rendimiento                                                         | Stevie Nicks: Live At Red Rocks                                   | Nominado  |
| 1991 | Roca Mejor Interpretación Vocal Femenino                                                | Whole Lotta Trouble                                               | Nominado  |
| 2002 | Mejor Actuación de Rock Vocal Femenino                                                  | Planets of the Universe                                           | Nominado  |

Con Fleetwood Mac: 

Stevie ha sido nominada a nueve premios Grammy competitivo como miembro de Fleetwood Mac, ganando el Premio Grammy 1978 por Álbum del Año por Rumours, y recibió el Premio Grammy al salón de la fama en 2003.
| Año  | Categoría                                    | Grabación       | Resultado |
| ---- | -------------------------------------------- | --------------- | --------- |
| 1978 | Álbum del Año                                | Rumours         | Ganador   |
| 1978 | Mejor Ingeniería de Grabación                | Rumours         | Nominado  |
| 1978 | Mejor Arreglo de Voces                       | Go Your Own Way | Nominado  |
| 1978 | Mejor Interpretación Pop por un Dúo o Grupo  | Rumours         | Nominado  |
| 1981 | Mejor Álbum del paquete                      | Tusk            | Nominado  |
| 1991 | Mejor Álbum del paquete                      | Behind the Mask | Nominado  |
| 1998 | Mejor Interpretación Rock por un Dúo o Grupo | The Chain       | Nominado  |
| 1998 | Mejor Interpretación Pop por un Dúo o Grupo  | Silver Springs  | Nominado  |
| 1998 | Álbum Vocal Pop Mejor                        | The Dance       | Nominado  |
| 2003 | Grammy Hall of Fame Award                    | Fleetwood Mac   | Ganador   |